# Toxicodendron diversilobum
Toxicodendron diversilobum este o specie din genul Toxicodendron, familia Anacardiaceae. Este larg răspândită în vestul Americii de Nord, vegetând în păduri de conifere și păduri mixte de foioase, păduri, pajiști și zone cu chaparral.